# 101 Dalmatiner (Fernsehserie)
101 Dalmatiner (orig. 101 Dalmatians: The Series) ist eine 65-teilige Zeichentrick-Fernsehserie der Walt Disney Company aus den Jahren 1997 bis 1999. Sie ist ein Serienableger des Filmes 101 Dalmatiner aus dem Jahr 1961. Statt den Hunden Pongo und Perdi stehen hier einige ihrer Welpen im Vordergrund.

## Handlung
Der Computerentwickler Roger Dearley zieht mit seiner Frau Anita, der Haushälterin Nanny und ihren 101 Dalmatinern aus der Großstadt in einen Bauernhof auf dem Land. In ihrer direkten Nachbarschaft wohnt Cruella de Vil mit ihrem Frettchen Scorch in einer alten Villa. Cruella ist die Chefin des Modekonzerns, für den Anita arbeitet, und versucht den Hof der Dearlys zu ergattern. Ihre Machenschaften werden dabei meistens von ihren Handlangern Horace und Jasper ausgeführt. 
Die drei kleinen Dalmatiner Lucky, Goliath und Rolly gehören zu den 101 Hunden auf dem Hof. Sie freunden sich mit den anderen Tieren an, besonders mit dem jungen Huhn Spot. Die vier erleben verschiedene Abenteuer auf und rund um den Bauernhof und vereiteln dabei Cruellas Pläne. Im Verlauf der Serie geraten die Ereignisse außer Kontrolle. Die Dalmatiner werden entführt, und das Huhn Spot verbündet sich zunächst mit den Entführern. Später bereut es jedoch seine Handlung und unterstützt die Rettung der Dalmatiner.

## Figuren
| Figur          | Originalsprecher    | Deutscher Sprecher        |
| -------------- | ------------------- | ------------------------- |
| Cruella de Vil | April Winchell      | Kerstin Sanders-Dornseif  |
| Horace         | David L. Lander     | Andreas Mannkopff         |
| Jasper         | Michael McKean      | Norbert Gescher           |
| Anita          | Kath Soucie         | Judith Brandt             |
| Spot           | Tara Strong         | Daniela Reidies           |
| Lucky          | Pamela Segall-Adlon | Robert Stadlober          |
| Goliath        | Kath Soucie         | Constantin von Jascheroff |

Luckyist ein abenteuerlustiger Hund, der gerne für Tumult sorgt. Ihm fällt immer ein Plan ein, um ein Abenteuer mit seinen Freunden zu erleben, und wie seine Freunde himmelt er den Fernseh-Superhund Thunderbolt an. Lucky mimt gerne den Anführer und hat ein ausgeprägtes Selbstbewusstsein.
Spotist ein Huhn, das sich wünscht, ein Hund zu sein. Sie ist sehr pessimistisch und paranoid. Sie betrachtet sich gerne als die Stimme der Vernunft, ohne sich jedoch einzugestehen, dass sie oftmals auch einfach nur überreagiert.
Goliathist ein intelligentes Hundemädchen. Sie besitzt ausnehmend alternative Lebenseinstellungen und hat zu jeder Situation einen tiefsinnigen Spruch auf den Lippen. Goliath ist hochemotional, und wenn sie einmal wütend gemacht wird, ist nicht mehr mit ihr zu spaßen. Sie hat einen sehr guten Gehörsinn, ist belesen und beredt und schlägt etwaige Gegner oftmals nur durch ihre Eigenart, deren Fehler zu analysieren und aufzudecken, in die Flucht. Da sie die Kleinste der Gruppe ist, traut man ihr keine großen physischen Kräfte zu. Diese entwickeln sich jedoch, wenn sie in Rage gerät.
Rollyist ein dicker Hund, der leidenschaftlich gern frisst. Darüber vergisst er alles um sich herum. Wenn es ums Fressen geht, so hat Rolly eine leicht egoistische Ader, und auch sonst ist er leicht verführbar. Er reagiert sehr ungehalten bei Anspielungen auf sein Gewicht und besitzt eine ausgezeichnete Nase für Hundefutter.

## Hintergrund
Während der Film und seine spätere Fortsetzung im England der frühen 1960er Jahre spielen, wurde die Handlung der Serie ins Amerika der Gegenwart verlegt. Die Dearlys leben nicht in der Nähe von London, sondern in der Nähe der fiktiven Großstadt Topstown. Cruella ist in den Filmen nicht Anitas Chefin, sondern lediglich eine ehemalige Schulfreundin, die durch ein Millionenerbe nicht arbeiten muss. Auch ihre Sucht nach Pelzen und die Tatsache, dass sie aus den Welpen Pelzmäntel machen möchte, wird in der Serie nie bzw. nur ein einziges Mal beiläufig erwähnt.
Die Serie wurde ab dem 1. September 1997 auf dem Sender ABC im wochentäglichen Disney-Nachmittagsprogramm ausgestrahlt. Zwei Wochen später wechselte die Serie zum Samstagmorgen. Im August 1998 wurde die letzte Folge ausgestrahlt. Es folgten Ausstrahlungen auf Toon Disney und Disney Channel. Die deutsche Erstausstrahlung erfolgte vom 1. Januar 1999 bis zum 6. März 1999 auf Super RTL.
Folge 47 Eine Cruella-Weihnachtsgeschichte erschien als VHS-Kassette sowie am 1. November 2005 auf der DVD Weihnachten mit den Disney Stars. Des Weiteren wurden die zwei CDs Dalmatian Vacation und Surf Puppies sowie zwei Bücher mit den Titeln The Big Dig und Cruella Returns veröffentlicht. Außerdem gab es Spielzeugautos zur Serie.